# Digitalcourage
Digitalcourage ist ein 1987 gegründeter Verein für technik- und gesellschaftspolitisch interessierte Menschen mit Sitz in Bielefeld, der sich vor allem für die ungehinderte Kommunikation (Informationsfreiheit) und Datenschutz einsetzt. Auch andere Themen wie Politik, Umwelt und Menschenrechte sind Betätigungsfelder des gemeinnützigen Vereins. Bis November 2012 hieß der Verein FoeBuD (Verein zur Förderung des öffentlichen bewegten und unbewegten Datenverkehrs e. V.).

## Mitgliedschaften
Der Verein ist Mitglied in folgenden Organisationen: Allianz Rechtssicherheit für politische Willensbildung, Arbeitskreis Vorratsdatenspeicherung, Bündnis Zusammen für Demokratie, C3S, EDRi, FIfF, Kommunikation und neue Medien e. V., Netzwerk Gerechter Welthandel, Software für Engagierte e. V., torservers.net und Whistleblower-Netzwerk. Seit dem 1. Januar 2021 ist Digitalcourage auch Mitglied in Verbraucherzentrale Bundesverband (vzbv).
Außerdem gehört Digitalcourage zur Chaos-Family, und seine Mitbegründer Rena Tangens und padeluun sind Ehrenmitglieder im Chaos Computer Club (CCC).

## Datenschutz-Kampagnen

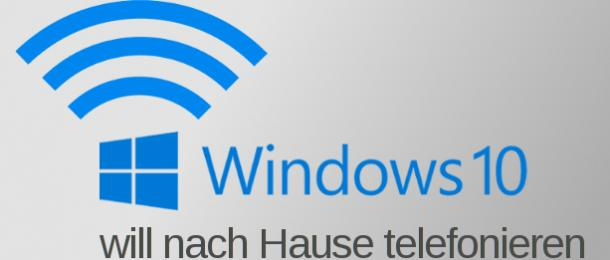
Karikatives Windows 10-Logo anlässlich des BigBrotherAwards 2018 Kategorie Technik an Microsoft Deutschland
CC-BY-SA / Logo: Microsoft Corporation; Montage: Digitalcourage

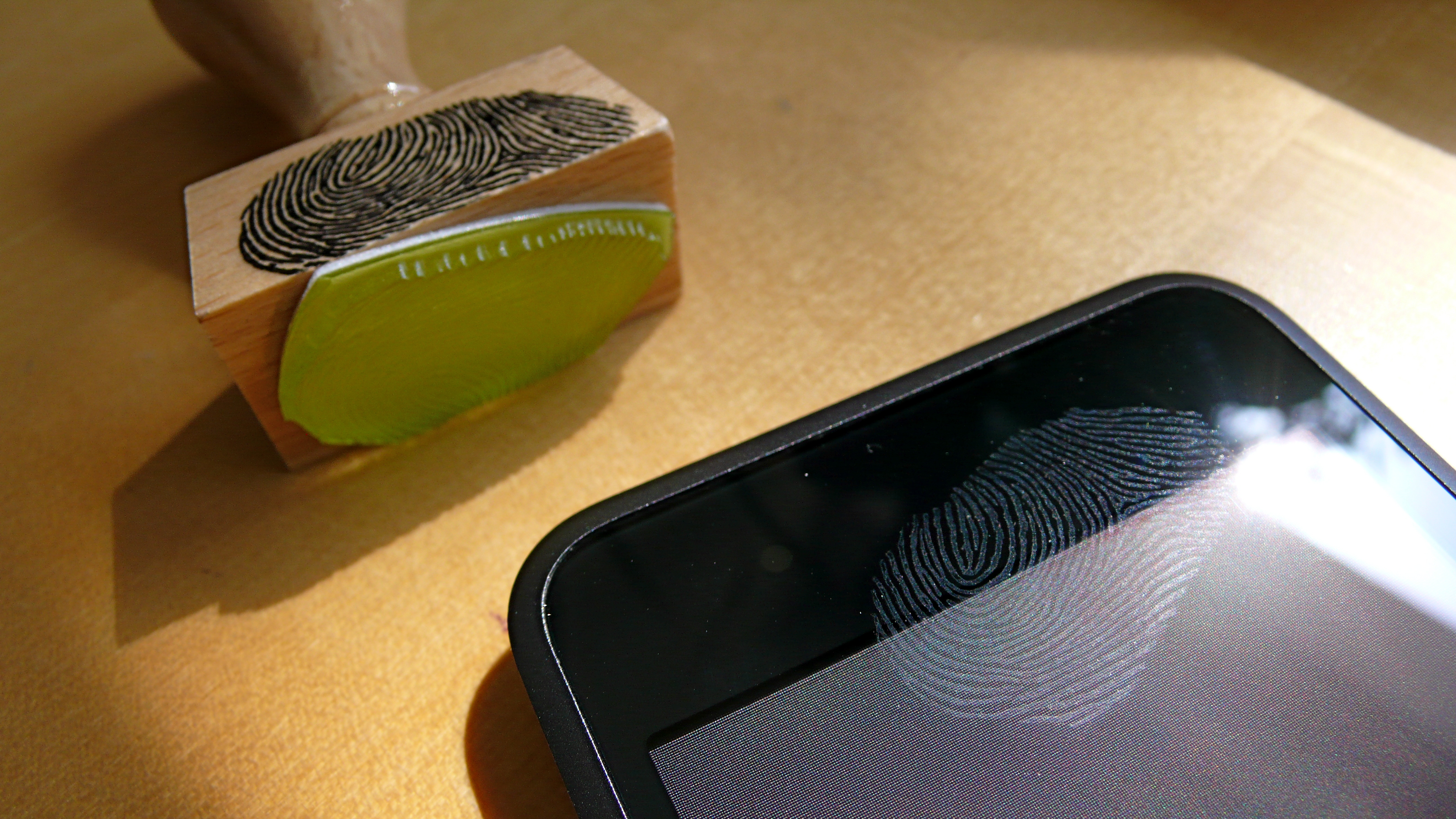
Kopierter Fingerabdruck von Wolfgang Schäuble, Stempel des Vereins

Logo der StopRFID-Kampagne

Bekannt ist Digitalcourage vor allem durch die Vergabe der deutschen „Big Brother Awards“ (Eigenschreibweise: BigBrotherAwards) seit 2000. Mit diesem Negativpreis werden Unternehmen, Institutionen und Einzelpersonen „ausgezeichnet“, die nach Ansicht der Jury besonders eklatant gegen die Grundsätze der informationellen Selbstbestimmung verstoßen haben. Die Gala zur Verleihung der Big Brother Awards wird von Digitalcourage-Orts- und Hochschulgruppen im gesamten Bundesgebiet als Public Viewing gestreamt.
Um mehr Bewusstsein für die Datenschutzproblematik von Rabatt- bzw. Bonusprogrammen zu schaffen, gab der Verein 2001 die sogenannte Privacy Card heraus. Diese ähnelte im Design einer regulären Payback-Karte und trug auch die Nummer einer normalen, auf den Verein angemeldeten Karte. Dadurch konnten ohne Preisgabe persönlicher Daten Rabattpunkte für den Verein gesammelt und gleichzeitig das Profil verwässert werden. Nach einem halben Jahr, als bereits 2.000 derartige Karten in Verwendung waren, wurde seitens Payback aber die zugrundeliegende Karte gesperrt und der Vertrag gekündigt.
Seit dem Oktober 2003 beschäftigt sich Digitalcourage mit RFID und hat die StopRFID-Kampagne ins Leben gerufen. Thema dieses Projektes ist eine kritische Begleitung der Einführung der RFID-Technologie.
Der Verein ist Unterzeichner der gemeinsamen Erklärung zum Gesetzesentwurf über die Vorratsdatenspeicherung des Arbeitskreises Vorratsdatenspeicherung und Unterstützer der Demonstrationen Freiheit statt Angst. Die 2018 vom Bundesverfassungsgericht angenommene Verfassungsbeschwerde (1 BvR 2683/16) von Digitalcourage gegen die Vorratsdatenspeicherung führte 2022 zu einem Urteil des Europäischen Gerichtshofs (EuGH), dass die deutschen Regeln mit EU-Recht nicht vereinbar sind.
Im März 2010 organisierte der Verein eine Verfassungsbeschwerde gegen das ELENA-Verfahren. Sie reichte am 31. März 2010 die mit 22.005 Beschwerdeführern bislang zweitzahlreichste Verfassungsbeschwerde ein. Mit der Beschwerde wurde beantragt,
die §§ 97 und 98 des Vierten Buches Sozialgesetzbuch in der Fassung des Gesetzes über das Verfahren des elektronischen Entgeltnachweises (ELENAVerfahrensgesetz) vom 28. März 2009, BGBl. I Nr. 17, ausgegeben am 1. April 2009, für unvereinbar mit Art. 2 Abs. 1 i. V. m. Art. 1 Abs. 1 und Art. 4 Abs. 1 in Verbindung mit Art. 140 des Grundgesetzes in Verbindung mit Artikel 136 Abs. 3 Weimarer Rechtsverfassung zu erklären. Am 4. November 2011 stimmte der Bundesrat dem Gesetz zu, mit dem das ELENA-Verfahren aufgehoben wurde.
2018 reichte Digitalcourage beim Bundesverfassungsgericht eine Klage gegen den Staatstrojaner ein und erhielt insofern Recht, dass dieser nur noch bei schweren Verbrechen eingesetzt werden darf. Die entsprechende Klage gegen das Polizeigesetz NRW war nicht erfolgreich.
Mit weiteren europäischen Menschenrechtsorganisationen beteiligt sich Digitalcourage an der von EDRi 2020 gestarteten Kampagne Reclaim Your Face gegen den Einsatz biometrischer Überwachungssysteme.
Eine Klage des Vereins gegen die Fingerabdruckpflicht im Personalausweisgesetz von 2021 beim Verwaltungsgericht Wiesbaden wurde – nach Vorlage und Entscheidung beim Europäischen Gerichtshof (EuGH C61/22) – von diesem im Dezember 2024 abgelehnt.
Digitalcourage gehört zu den wesentlichen Unterstützern des Widerstands gegen die Chatkontrolle, so etwa im März 2022 durch die Unterzeichnung eines offenen Briefs an die EU-Kommission.
Am 20. Oktober 2022 reichte Digitalcourage beim Landgericht Frankfurt eine Klage gegen die Deutsche Bahn wegen des Trackings bei der Smartphone-App „DB-Navigator“ ein. In den folgenden Jahren kritisierte der Verein vor allem den Trend der Deutschen Bahn zum Digitalzwang, der zeitweise dazu führte, dass die vergünstigende BahnCard ab 2024 nur noch per App erhältlich sein sollte. Eine Papier-Bahncard wird seitdem nur noch in Reisezentren der Bahn ausgegeben.
Seit dem 23. Mai 2024 sammelt Digitalcourage Unterschriften unter eine Petition gegen Digitalzwang. Das Ziel ist die Ergänzung des Artikels 3 des Grundgesetzes um ein Verbot, Menschen bei der Grundversorgung zu benachteiligen, wenn sie ein bestimmtes Gerät oder eine digitale Plattform nicht nutzen. In diesem Zusammenhang hat das Netzwerk Datenschutzexpertise im Dezember 2024 ein Rechtsgutachten mit dem Titel „Ein Recht auf analoge Teilhabe – Freiheit vor Digitalzwang“ vorgelegt.
Jeweils im Dezember bietet der Verein auf seinen Seiten einen Adventskalender mit Tipps zur „digitalen Selbstverteidigung“.

## Betrieb von Kommunikationsdiensten für die Allgemeinheit
Eine Gruppe teils ehrenamtlicher IT-Administratoren betreibt für den Verein einige Internet-Dienste im Interesse der Allgemeinheit. Auf der Website findet man sie unter der Überschrift Swarm Support. Einige Beispiele:

### Anti-Zensur-DNS-Server
Digitalcourage betreibt zwei DNS-Server. Beide Server unterstützen DNS-over-TLS und protokollieren nur im Fehlerfall. Zur Lastverteilung sollte nur der DNS-Server mit der IP-Adresse 5.9.164.112 bzw. dem Hostnamen dns3.digitalcourage.de genutzt werden (Stand Mai 2021).
Ursprünglich hatte Digitalcourage bereits seit dem 17. April 2009 einen DNS-Server betrieben. Auslöser war der Entwurf des Gesetzes zur Bekämpfung der Kinderpornografie in Kommunikationsnetzen, welches die Sperrung von Webseiten in Deutschland regeln sollte.

### Tor-Exit-Relay
Digitalcourage betreibt Exit-Relays im Tor-Netzwerk. Zur Begründung heißt es: „Wer seine Privatsphäre auch im Internet schützen will, surft mit Tor.“

### Terminfinder und Umfrage-Tool
Seit Mitte 2019 betreibt Digitalcourage eine Framadate-Instanz mit dem Namen Nuudel, die auch per Onion-Site erreichbar ist, keinerlei Logging betreibt/speichert und weder vom Ersteller noch von den Teilnehmern persönliche Daten/E-Mail-Adressen erfordert.

### Frank geht ran
Seit Mai 2021 betreibt Digitalcourage den automatischen Anrufbeantworter mit der seit 2007 verwendeten Hotline-Nummer 0163 1737743. Anrufende werden darüber aufgeklärt, dass Anrufe nicht erwünscht sind.

### Mikroblogging und Video
Digitalcourage betreibt im verteilten sozialen Netzwerk Fediverse eine Mastodon- und eine PeerTube-Instanz.

### Historisch: BIONIC und das Zamir Transnational Network
Im Verein entstand 1987 die BIONIC-Mailbox. Leitsätze des Systems waren der Verzicht auf Zensur und unbeschränkte Rechte für Systembetreiber. Stattdessen war die BIONIC als Gemeinschaftsprojekt angelegt und so Geburtsstätte vieler weiterer früherer Mailbox-Netze wie z. B. das frühere Netzwerk Solinet, das vor allem von Gewerkschaftern genutzt wurde. Die BIONIC wurde so zur frühen Netzheimat vieler linker und linksalternativer Gruppierungen.
Eric Bachman, ein BIONIC-Nutzer und Mitglied des Vereines, schuf ab 1991 mit Unterstützung von padeluun und anderen das Zamir Transnational Network. Dieses war eine Reaktion auf den zu dieser Zeit begonnenen Krieg in Jugoslawien. Za mir bedeutet „Für den Frieden“. Das gleichnamige Netzwerk diente zur kostengünstigen und einfachen Vernetzung von Friedensgruppen vor Ort zur Bildung eines gewaltfreien Widerstands. Auch hier kam auf Grund der beschränkten Möglichkeiten – so standen z. B. dem System in Sarajevo für die Versorgung von 1.500 Nutzern nur drei Telefonleitungen zur Verfügung – die Zerberus-Software zum Einsatz. Nach und nach bildeten sich weitere Mailboxen z. B. in Ljubljana (Slowenien), Zagreb und Pakrac (beide Kroatien), Belgrad (Serbien), Tuzla (Bosnien und Herzegowina) und Priština (Kosovo). Diese Systeme waren über das Zamir-Netzwerk miteinander verbunden.

## Auszeichnungen
2008 wurde der Verein für sein Engagement im Bereich der Bürgerrechte und des Datenschutzes, insbesondere als Ausrichter der deutschen Big Brother Awards, mit einer Theodor-Heuss-Medaille ausgezeichnet.
Im April 2014 erhielt der Digitalcourage e. V. den von der Universität Passau verliehenen For..Net-Award als „Sonderpreis für Engagement auf dem Gebiet des Datenschutzes“. Besonders gewürdigt wurde dabei der vom Digitalcourage e. V. entwickelte und vertriebene „PrivacyDongle“. Dabei handelt es sich um einen USB-Stick, der eine ohne Installation lauffähige Kombination aus dem Browser Firefox und der Anonymisierungssoftware Tor zur Verfügung stellt.
Im September 2014 erhielt der Digitalcourage e. V. den Taz-Panter-Preis als Preis der Jury.

## Kritik
2011 wurde das Abstimmungsverhalten padeluuns in der Enquete-Kommission Internet und digitale Gesellschaft stark kritisiert, in die er als Vorsitzender des FoeBuD von der FDP berufen war. Auslöser war die Verschiebung einer Abstimmung zur Empfehlung einer Festschreibung der Netzneutralität, als eine Mehrheit für den Textentwurf möglich gewesen wäre. Entscheidend für die mit 17:16 beschlossene Verschiebung war die Stimme padeluuns. Unter anderem Felix von Leitners Vorwurf auf seinem Blog, padeluun habe die Netzneutralität verhindert, befeuerte eine aggressive Diskussion. Netzpolitik stellte eine „Selbstzerfleischung der netzpolitischen Bewegung“ fest. Die Enquete verabschiedete ihre Empfehlung zur Netzneutralität abschließend mit 17:17 Stimmen und mehreren Minderheitenmeinungen. Falk Steiner konstatierte, die zivilgesellschaftlichen netzpolitischen Akteure in der Enquete seien mit Kniffen und Tricks des parlamentarischen Betriebs wenig vertraut gewesen, besonders padeluun habe vor einer „Zerreißprobe“ gestanden durch seine Berufung aus dem Regierungslager einerseits und seine Verortung bei den zivilgesellschaftlichen Akteuren andererseits. Letztere seien von seinem wechselnden Abstimmungsverhalten „alles andere als zufrieden“ gewesen. Steiner zieht den Schluss, die digitale Zivilgesellschaft sei zwar „nach dem Ende der Enquete-Kommission in einer besseren Ausgangslage – aber auch zerstrittener als vorher“.
2019 wurde die Zeit mit einem Big Brother Award ausgezeichnet und wies Digitalcourage teils grobe Fehler in ihrer Trackinganalyse nach, mit der die Preisvergabe begründet worden war. Digitalcourage habe technische Details „grundlegend falsch“ dargestellt und das Angebot der Zeit abgelehnt, Einblick in die Plattform zu nehmen. Als Grund für die Ablehnung wurde angegeben, dass die Recherche bereits abgeschlossen sei. Auf die Analysefehler hingewiesen, wurde von Digitalcourage die Verwechslung eines Webfrontends mit der eigentlich zu prüfenden App eingestanden, zusammen mit der Ankündigung, „weiter zu beobachten“. Im Wesentlichen beharrte padeluun weiter auf den in der Laudatio gemachten Vorwürfen.
Anfang 2024 wurde das Gedächtnisprotokoll einer Mitgliederversammlung vom November 2023 veröffentlicht, laut dem padeluun mit Auflösung des Vereins und Entlassung aller Mitarbeitenden gedroht haben soll, falls seine nicht erfolgreiche Wahl zum zweiten Vereinsvorsitzenden nicht wiederholt werden würde. Die Wiederwahl padeluuns wurde anschließend ohne Gegenkandidaten wiederholt. In einer ersten Reaktion im Fediverse hatte Digitalcourage eine „Auseinandersetzung“ bestätigt, die Korrektheit des Gedächtnisprotokolls indessen in Zweifel gezogen. In einer zweiten Reaktion einer Tageszeitung gegenüber kritisierte eine Digitalcourage-Sprecherin nur noch, dass das Gedächtnisprotokoll „andere Perspektiven völlig außer Acht lässt“.
In der Folge wurden neue Vorstandswahlen vorbereitet. Mehrere Beschäftigte verließen die Organisation, der für April geplante Big Brother Award 2024 musste auf Oktober verschoben werden. Im Juni 2024 wurden Thilo Weichert, Daniela Schlegel und Detlev Sieber als neue Vorstände gewählt. Nicht mehr im Vorstand sind Rena Tangens, nun politische Geschäftsführerin, sowie padeluun, für den die Position als künstlerischer Leiter neu geschaffen wurde. Beide wurden zu Ehrenmitgliedern ernannt. In der Folge wurde der Organisation die mangelhafte Aufarbeitung der Vorgänge bei der letzten Wahl vorgeworfen, in deren Folge mehrere Aktive den Verein verließen.